# Jany Clair
Jany Clair (eigentlich Jany Guillaume; * 2. September 1938 in Lille) ist eine französische Schauspielerin.
Jany „Clair“ Guillaume begann mit acht Jahren das Violinspiel zu erlernen und wandte sich später der Schauspielerei zu, mit der sie zunächst in Radioprogrammen beschäftigt wurde. Sie spielte zwischen 1956 und 1964 in knapp dreißig Filmen, vor allem Sandalen- und anderen Abenteuerfilmen, die auf den breiten Publikumsgeschmack zielten. Die rothaarige und grünäugige Darstellerin, die meist auf die Rolle der zu rettenden Schönen festgelegt war, zog sich 1966 ins Privatleben nach Afrika zurück.

## Filmografie (Auswahl)
- 1958: Montparnasse 19 (Les amants de Montparnasse)
- 1959: Die Hölle der Jungfrauen (Bal de nuit)
- 1959: Die Legionen des Cäsaren (Le legioni di Cleopatra)
- 1960: Rasputin, der Dämon von Petersburg (L'ultimo zar)
- 1960: Blonder Charme und schräge Schatten (Touchez pas aux blondes)
- 1961: Unter der Flagge der Freibeuter (Los bucaneros del Caribe)
- 1961: Der Gefangene der eisernen Maske (La vendetta della mschera di ferro)
- 1962: Der Sohn des Scheichs (Il filgio dello sceicco)
- 1963: Die Teufelskerle von Dorano (I diavoli di Spartivento)
- 1964: Jack Clifton jagt Wostok III (Coplan agent secret FX 18)
- 1964: Der Ritt nach Alamo (La strada per Fort Alamo)
- 1965: Geheimauftrag CIA – Istanbul 777 (Coplan FX 18 casse tout)
- 1965: Gleich wirst du singen, Vögelein (Mission spéciale à Caracas)
- 1965: Eddie, Blüten und Blondinen (Ces dames s’en mêlent)